# تپه شیخ حسن ۱
تپه شیخ حسن ۱ مربوط به عصر مفرغ - سده‌های میانه دوران‌های تاریخی پس از اسلام است و در شهرستان دالاهو، بخش مرکزی، دهستان بیونیج، ۹۰ متری غرب روستای شیخ حسن واقع شده و این اثر در تاریخ ۲۷ اسفند ۱۳۸۶ با شمارهٔ ثبت ۲۲۴۹۸ به‌عنوان یکی از آثار ملی ایران به ثبت رسیده است.